# Янин, Борис Тимофеевич
Борис Тимофеевич Янин (4 марта 1931, Оренбург ― 10 июля 2021, Москва) ― советский и российский палеонтолог, доктор геолого-минералогических наук (1986), профессор (1992), заслуженный профессор Московского университета (2001). Лауреат премии Московского общества испытателей природы (1983).

## Биография
Родился Борис Тимофеевич 4 марта 1931 в городе Оренбурге в семье военнослужащего. В 1949 году Борис Янин в городе Иркутске окончил среднюю школу и в том же году поступил в Иркутский университет. Борис Тимофеевич с 3-го курса Иркутского университета перевёлся в МГУ, который окончил с отличием в 1954 году по кафедре палеонтологии. Янин Б. Т. в 1954 году поступил в аспирантуру на кафедру палеонтологии МГУ.
В 1959 году Борис Тимофеевич Янин защитил кандидатскую диссертацию по теме «Двустворчатые моллюски валанжина и готерива Крыма (отряды Schizodonta, Heterodonta, Rudistae)». В МГУ Б. Т. Янин работал на кафедре палеонтологии в должности ассистента (1959), с 1965 года работал доцентом. В 1985 году Борис Тимофеевич защитил докторскую диссертацию по теме «Рудисты юры и мела».
1989―2016 ― Янин Б. Т. работал профессором кафедры палеонтологии геологического факультета МГУ.
Борис Тимофеевич Янин подготовил 2 кандидатов наук, является автором более 130 публикаций.
В МГУ профессор читал курсы: «Палеоэкология», «Краткий курс палеонтологии», «Палеонтология беспозвоночных», он проводил учебные практики в Крыму, практику по фауне Белого и Чёрного морей.
В честь учёного, Бориса Тимофеевича Янина, названы в 1960 году ― аммонит Kilianiceras janini Druzczic, в 1974 году ― морская лилия Phyllocrinus yanini Arendt.
Умер 10 июля 2021 года.

## Области научных интересов
- Фауна и стратиграфия юры и мела Русской платформы (опубликовано более 50 статей и 3 атласа);

- Систематика (опубликована монография в 1995 году);

- Палеобиогеография юры и мела Северной Евразии (опубликовано более 10 статей и 1 монография в 1989 году).

## Членство в организациях
- 1978 ― член Комиссий по палеонтологии, палеоихнологии (1978) и тафономии (1987) при Проблемном совете АН СССР[2],

- учёный секретарь Ученого совета отделения геологии геологического факультета (1985, член с 1976)[2],

- 1980 ― учёный секретарь Учёного совета по палеонтологии и стратиграфии по защите докторских и кандидатских диссертаций при геологическом факультете МГУ[2],

- 1974 ― член Московского общества испытателей природы (1959), Всесоюзного палеонтологического общества СССР[2].

## Труды
Учебные пособия
- Основы тафономии, 1983,

- Терминологический словарь по палеонтологии (палеоихнология, палеоэкология, тафономия), 1990,

- Учебное пособие по палеонтологии беспозвоночных, 1993.

- Методическое руководство по тафономии позвоночных организмов: Учебное пособие (в соавторстве с В. Г. Очевым и И. С. Барсковым), 1994,

- Методика и техника палеонтологических исследований: Учебное пособие. ч. 1 (в соавторстве с И. С. Барсковым), 1997,

- Общая палеоэкология: Учебное пособие (в соавторстве с Г. Н. Киселевым и др.). Изд-во СПб ун-та, 2000. ― 131 с.,

- Палеонтологические описания и номенклатура (в соавторстве), 2004,
- Палеобиогеография, 2009,
- Палеоэкология, 2016.

Основные научные труды
- Двустворчатые моллюски: отряд Rudistae// Атлас нижнемеловой фауны Северного Кавказа и Крыма. М.: Гостоптехиздат, 1960. ― С. 223―224.

- Система, филогения и эволюция рудистов, 1995

- Юрские и меловые рудисты (географическое и стратиграфическое распространение), 1989

- Разрез берриасских отложений в бассейне реки Бельбек, Юго-Западный Крым// Стратиграфия. Геологическая корреляция. 2000. ― № 1. ― 10 с. (в соавторстве)

- Тафономическая литература в России последнего десятилетия XX века (общие вопросы, тафономия позвоночных). Саратов: Изд-во Сарат. ун-та, 2001. ― 16 с. (в соавторстве)

- Биота Среднерусского моря в волжское время. Статья 1. Главные тенденции развития// Вестник Моск. ун-та. Серия Геол., 2001.― № 5. ― С. 10-15.

- Биота Среднерусского моря в волжское время. Статья 2. Этапы развития основных групп организмов// Вестник Моск. ун-та. Серия Геол., 2001. ― № 6. ― С. 11―16.

- Палеогеографический аспект тафономических исследований. Саратов: Изд-во «Научная книга». 2001. ― 180 с. (в соавторстве).

- Педагогическая деятельность Романа Федоровича Геккера// Бюлл. МОИП. Отд. геол. 2002 Т.77. Вып. 3. ― С.70-74.

- Основные этапы геологического образования в Московском университете// Геологический альманах (Сборник к 250-летию Московского университета и 65-летию геологического факультета МГУ. М.: Изд-во МГУ, 2003. ― С. 6―72.

- Двустворчатые моллюски// Атлас важнейших групп фауны мезозойско-кайнозойских отложений Северного Кавказа и Предкавказья. СПб.: Изд-во ВСЕГЕИ, 2004. ― С. 45―63 (в соавторстве).

- Новые раннемеловые тригонииды (Bivalvia) Крыма и Северного Кавказа// Палеонтол. журн., 2004. ― № 6. ― С. 26―32.

- Early Cretaceous Trigoniids of the Crimea// Paleontol. journ. 2004 Vol.38. Suppl.6. P. 563―652.